# Wąsosz (gmina de Podlachie)
Wąsosz est une gmina rurale du powiat de Grajewo, Podlachie, dans le nord-est de la Pologne. Son siège est le village de Wąsosz, qui se situe environ 17 km au sud-ouest de Grajewo et 73 km au nord-ouest de la capitale régionale Białystok.
La gmina couvre une superficie de 117,92 km2 pour une population de 3 999 habitants.

## Géographie
La gmina inclut les villages de Bagienice, Bukowo Duże, Jaki, Kędziorowo, Kolonia-Gródź, Kolonia-Łazy, Kolonie-Ławsk, Komosewo, Kudłaczewo, Ławsk, Łempice, Modzele, Niebrzydy, Nieciki, Sulewo-Kownaty, Sulewo-Prusy, Szymany, Wąsosz, Zalesie et Żebry.
La gmina borde les gminy de Grabowo, Grajewo, Przytuły, Radziłów et Szczuczyn.